# Tajuria mizunumai
Tajuria mizunumai är en fjärilsart som beskrevs av Hayashi 1978. Tajuria mizunumai ingår i släktet Tajuria och familjen juvelvingar. Inga underarter finns listade i Catalogue of Life.

## Bildgalleri

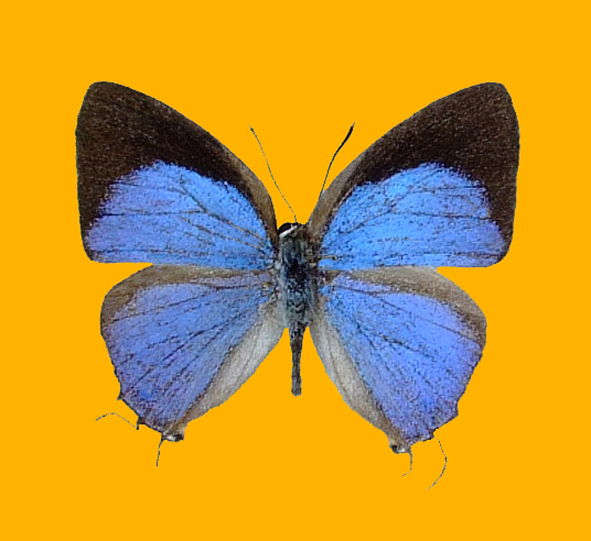
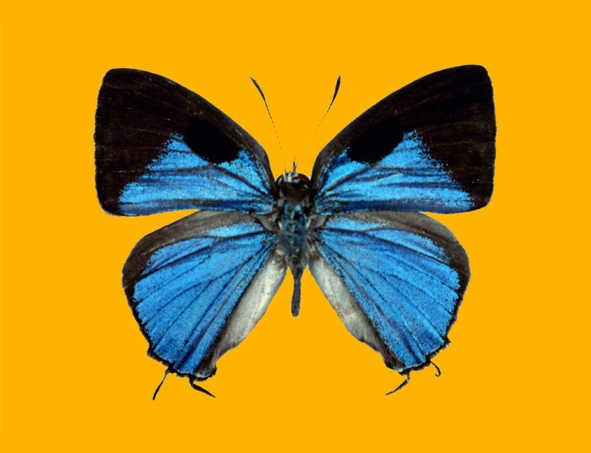
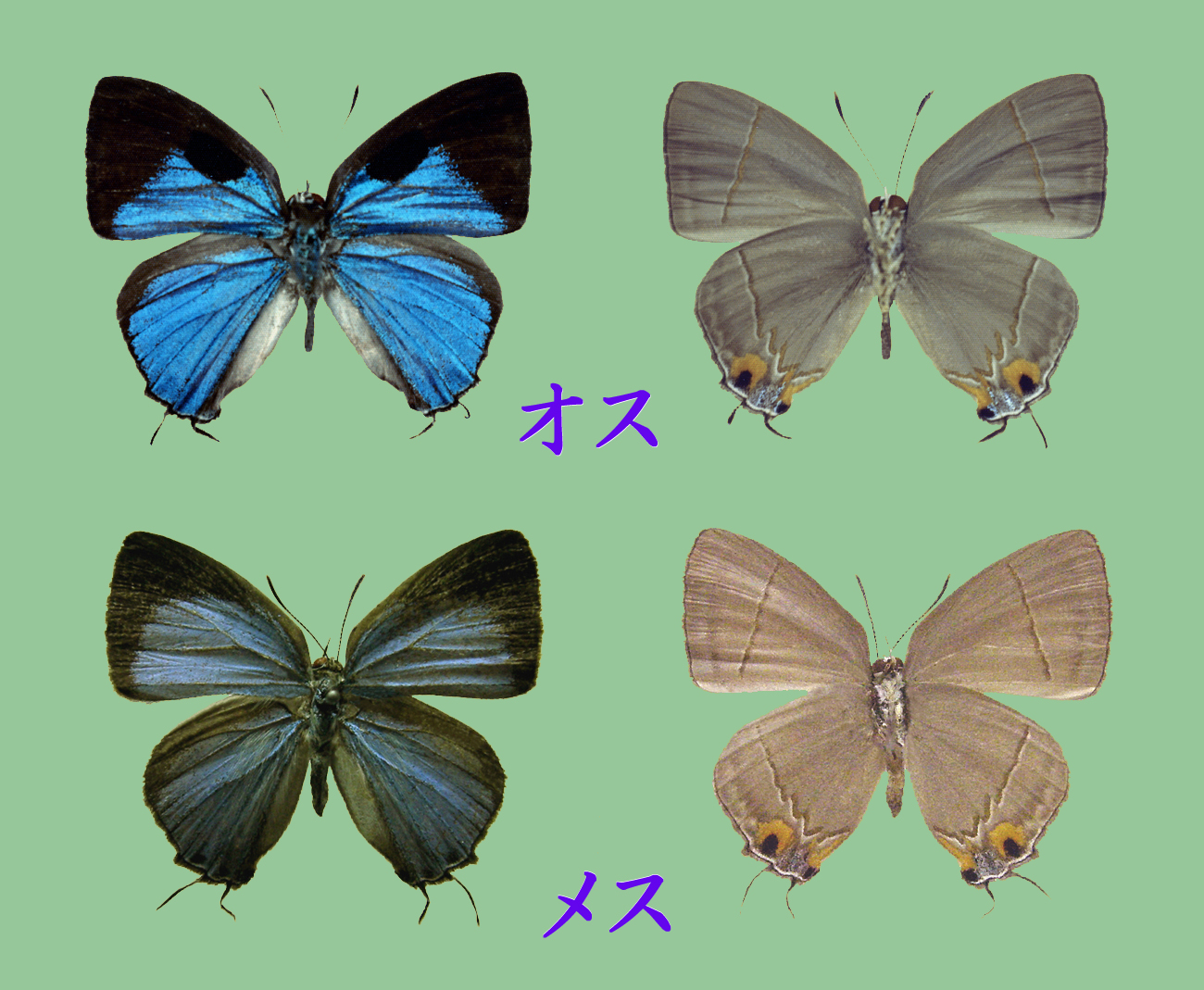
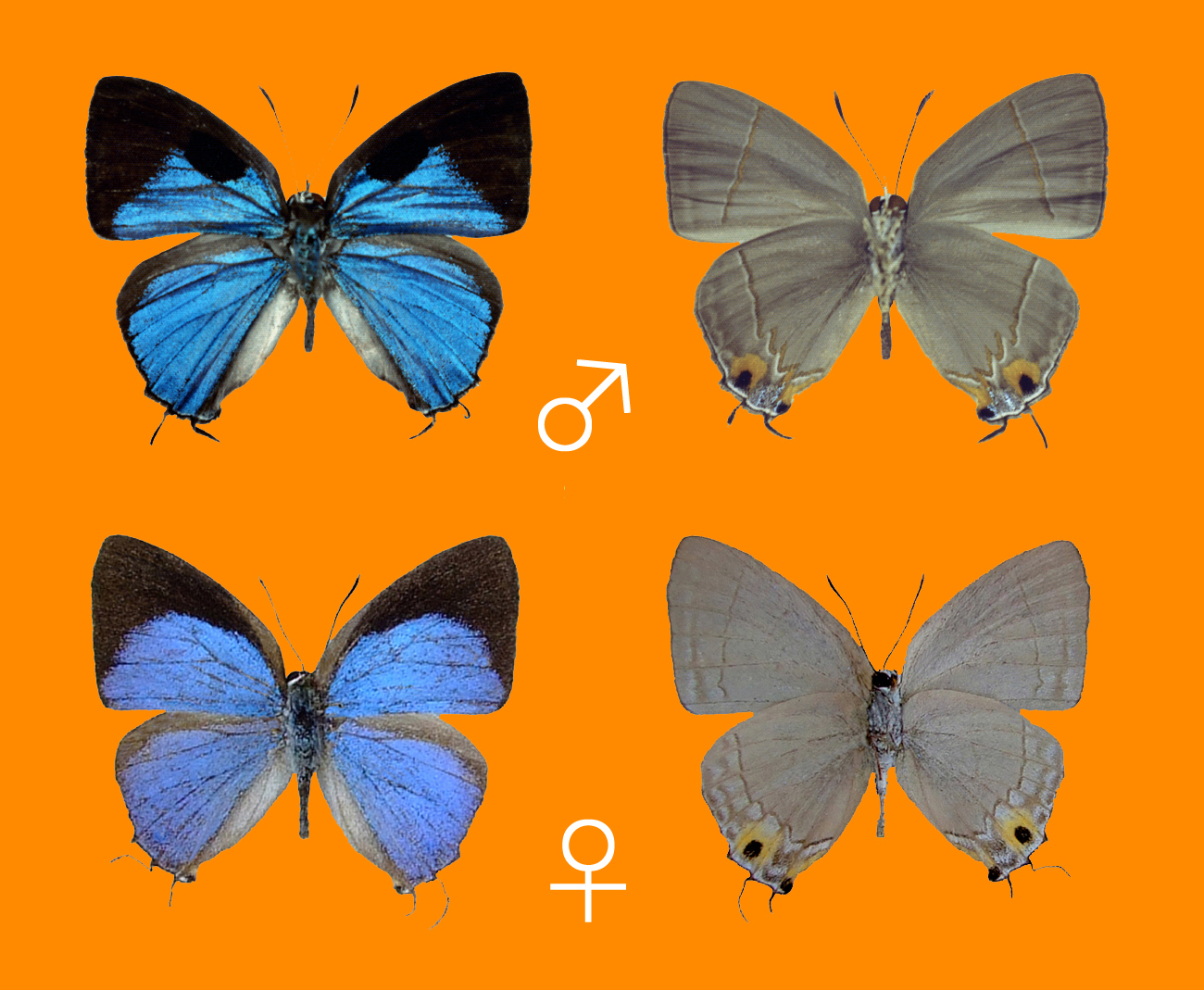
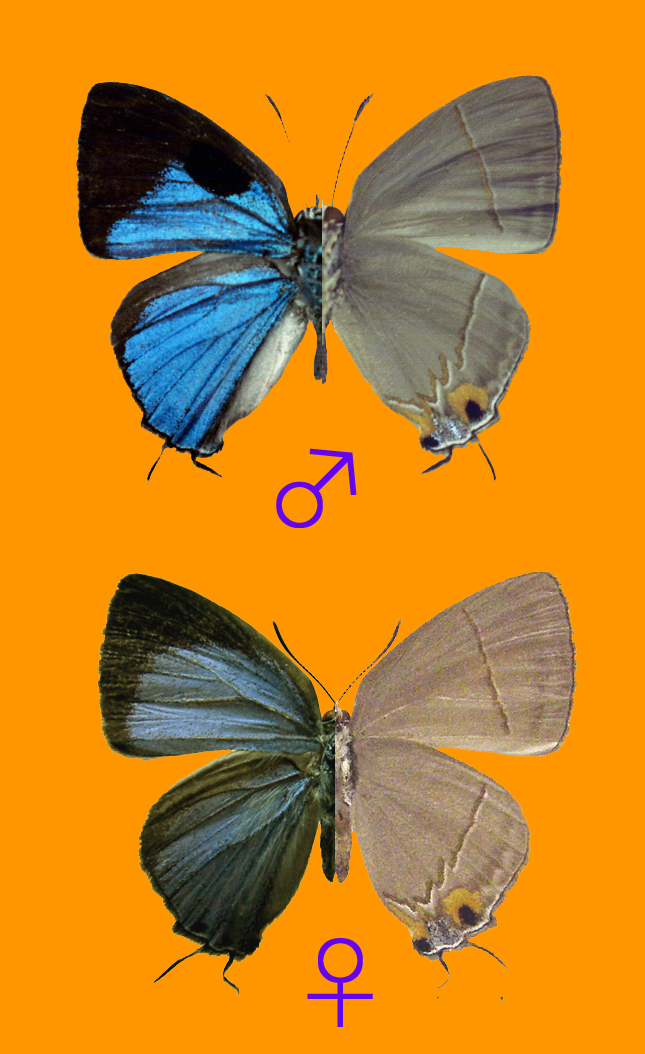
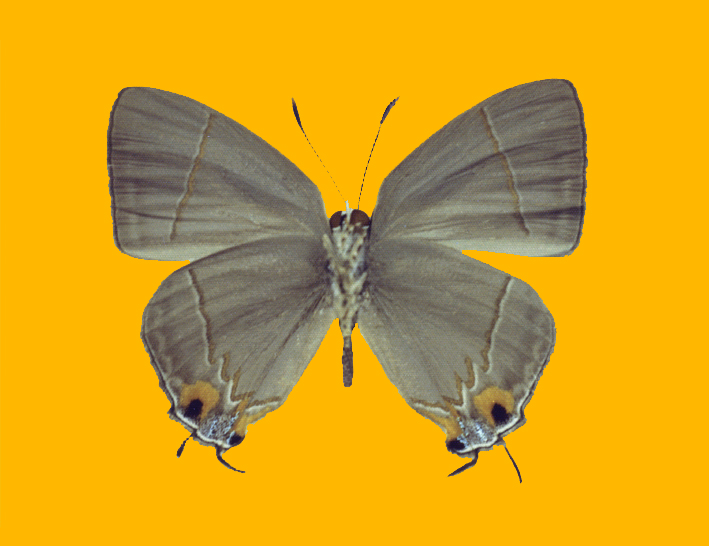